# Николай Джеджев
Николай Джеджев е български поет.

## Биография
Роден е в 1949 година в София. Родът на Джеджев е от Кукуш, а той самият е пряк родственик на Гоце Делчев. Завършва Търговската гимназия в София. Службите за сигурност се опитват да го вербуват в 1983 година, но след отказа му, Джеджев е въдворен да живее в Дряново с мярка за неотклонение „подписка“. Успява да издаде стиховете си чак в 2003 година, когато вече е болен от рак. Умира един месец след официалното представяне на стихосбирката.